# Sphecosoma fasciolatum
Sphecosoma fasciolatum är en fjärilsart som beskrevs av Butler 1884. Sphecosoma fasciolatum ingår i släktet Sphecosoma och familjen björnspinnare. Inga underarter finns listade i Catalogue of Life.